# Südliches Verbindungstief
Das Südliche Verbindungstief ist ein Tief in der Gemeinde Wangerland im Landkreis Friesland im Norden von Niedersachsen.
Der etwa 3 km lange und 14 m breite Wasserlauf im Jeverland, durch den Binnenwasser in die Nordsee abfließt, beginnt am Hooksieler Tief südwestlich von Hooksiel. Das Südliche Verbindungstief fließt dann in nördlicher Richtung vorbei an Hooksiel. Es mündet nordwestlich von Hooksiel in Schmidtshörn in das Crildumer Tief. Dieses fließt weiter in nördlicher Richtung und mündet 1 km östlich von St. Joost von Süden her in das Hohenstief.
In früheren Zeiten diente das Tief vor allem zur Entwässerung und als Verkehrsweg, heute auch den Freizeitsportarten Paddeln und Angeln.